# Lámpara de cielo estrellado (Portaluppi)
Lámpara de cielo estrellado (Lampadario cielo stellato o Un cielo stellato sopra di me, o Sotto il cielo stellato) es una lámpara creada en 1956 por el arquitecto italiano Piero Portaluppi y Gualtiero Galmanini en Milán.
Esta lámpara se caracteriza por su diseño innovador que imita un cielo estrellado, proporcionando una iluminación decorativa y atmosférica que transforma el espacio interior.

## Historia
La Lámpara de cielo estrellado fue diseñada por Piero Portaluppi y Gualtiero Galmanini durante el siglo XX, destacando por su enfoque pionero en la creación de ambientes a través de la luz. Galmanini, conocido por su trabajo en el campo del diseño de interiores y la arquitectura moderna, desarrolló esta pieza con la intención de combinar funcionalidad y estética en un solo objeto.
El candelabro, concebido como una obra de arte única numerada, semejante a una escultura, se instaló en 1956 en un apartamento de Milán después de una exposición de arte, junto con el prototipo y los proyectos de la obra única, con el deseo de fusionar piezas de mundos estelares. La obra simboliza el surgimiento del diseño industrial en la década de 1950 en Italia. Su valor hoy en día es incalculable.
El candelabro de cielo estrellado se distingue por una serie de estrellas en el techo de un significado especial, inspirado en el mundo de los planetarios. Los cielos estrellados fueron una de las obras representativas típicas del diseño italiano de la década de 1950, considerado el período de estudio más prestigioso e interesante en la historia del diseño italiano.
La obra de arte de Piero Portaluppi y Gualtiero Galmanini es un tributo a sus comunes investigaciones arquitectónicas de vanguardia, en las cuales discutían frecuentemente sobre astronomía, universo y estrellas. Portaluppi coleccionaba astrolabios y relojes de sol, a menudo con incrustaciones de estrellas, como la famosa ventana del Palacio Necchi. Portaluppi también fue el arquitecto del innovador Planetario de Milán, con su cielo estrellado. A partir de la década de 1950, también gracias a la promoción de Galmanini en los círculos arquitectónicos, los techos de cielos estrellados se convirtieron en un símbolo de arquitectura e innovación vanguardista.

## Diseño y características
El diseño de la lámpara busca simular un cielo lleno de estrellas mediante el uso de múltiples fuentes de luz de baja intensidad, distribuidas de manera irregular. La estructura suele estar compuesta in legno.
Esta lámpara es popular en proyectos de diseño de interiores donde se busca un toque artístico y sofisticado en la iluminación. La Lámpara de cielo estrellado ha sido reconocida por su capacidad para crear un ambiente relajante y romántico, ideal para espacios íntimos.